# L'Âne qui butine
 (septembre 2024).
Si vous disposez d'ouvrages ou d'articles de référence ou si vous connaissez des sites web de qualité traitant du thème abordé ici, merci de compléter l'article en donnant les références utiles à sa vérifiabilité et en les liant à la section « Notes et références ».
L'Âne qui butine est un éditeur franco-belge associatif créé en 1999 par Anne Letoré et Christoph Bruneel.
Plus de 150 auteurs dont Lucien Suel, Yann Kerninon ou Jean-Louis Costes, Jacques Abeille, Werner Lambersy... 
L'Âne qui butine organise également des ateliers d'écriture, d'arts plastiques et de reliure sans colle.
L’Âne qui butine créé en 1999, au croisement de la Picardie française et de la Flandre belge, publie à compte d’éditeur.  